# Harri Wessman
Harri Kristian Wessman (29 maart 1949) is een hedendaags Fins componist en musicoloog.

## Levensloop
Hij studeerde musicologie en talen aan de universiteit van Helsinki van 1967 tot 1973 en compositie bij Joonas Kokkonen, eerst privéstudies, maar dan van 1973 tot 1978 aan de Sibelius-Academie te Helsinki. Bij de Finse omroep werkt hij als muziekcriticus en als muziekeditor. Verder leert hij muziektheorie in verschillende plaatsen binnen Finland en aan de Sibelius-Akademie te Helsinki. 
Als componist trad hij in de tweede helft van de jaren 1970 op. Naast kleine werken voor fluit en gitaar schreef hij met toenemend succes pogingen in andere genres.

## Composities

### Werken voor orkest
- 1976 Serenade voor trompet en strijkorkest
- 1977 Four Symphonic Pictures voor orkest
- 1977 Suite from Music to Poems by Eha Lättemäe voor strijkorkest 
  1. Kellastuneille lehdille kirjoitin (I wrote on yellowed leaves)
  2. Puolukanvarpujen maassa (In the land of lingonberry twigs)
  3. Syksyyn (Towards autumn, intermezzo for strings)
  4. Jatkoa lauluun "Syksymmällä" (Continuation of the song Later in autumn)
- 1982 Concertino No. 1 voor piano en strijkorkest
- 1984 Koraalialkusoitto (Chorale Overture) voor orkest
- 1985 Väinämöinen in the Mood voor orkest
- 1985 Tango tang-tang-tang voor orkest
- 1985 Serenade voor piano en strijkorkest
- 1987 Concertino no.2 voor piano en kamerorkest
- 1987 Concerto voor trompet en orkest
- 1988 Adagio and Andante moderato voor strijkorkest
- 1988 Parodies voor strijkorkest
- 1989 Larghetto espressivo voor strijkorkest
- 1990 Valse moins triste "Valssi Vantaalle" (Waltz for Vantaa) voor orkest
- 1991 Prelude and Menuet voor twee celli en strijkorkest
- 1992 Concerto "Affections" voor trombone en strijkorkest 
  1. Tyyneys (Tranquillity)
  2. Suru (Sorrow)
  3. Rakkaus (Love)
  4. Toivo ja ylpeys (Hope and pride)
  5. Pettymys ja epätoivo (Deception and despair)
  6. Mustasukkaisuus (Jealousy)
  7. Uppiniskaisuus (Stubbornness)
  8. Rajut tunteet (Vehement feelings)
- 1993 Andantino voor cello en strijkorkest
- 1993 Concerto voor hoorn en strijkorkest
- 1993 Concertino "Muumimaisuuksia" (Moominishness) voor trombone en strijkorkest
- 1994-1995 Suite voor viola da gamba en strijkers (unvoltooid)
  1. pour les Trochées
  2. pour les Pizzicati
  3. pour la Mélodie
  4. pour les Arpéges
- 1995 Concertino "About rain" voor hoorn en strijkorkest
  1. The Sadness of Rain
  2. Rain Song
  3. The Joy of Rain
- 1995 Concertino "Beckmesserin messanza" (Beckmesser's messanza) voor viool en strijkorkest
- 1996 Khiasmos voor strijkorkest
- 1996 Concertino "Unkarilainen" (Hungarian) voor cello en strijkorkest
- 1996 Concerto voor tuba en orkest
- 1997 Concertino "Peilejä" (Mirrors) voor trompet en strijkorkest
- 1997 Sommar på Finns (Kesää Finnsissä; Summer in Finns) voor piano en strijkorkest
- 2000 Höst på Finns (Syksyä Finnsisssä; Autumn in Finns) voor piano en strijkorkest
- 2001 Concertino voor klarinet en strijkorkest
  1. Moderato
  2. Andante moderato
  3. Allegro
- 2001 Concertino voor contrabas en strijkorkest 
  1. Andante. Cadenza
  2. Allegro
- 2002 Faroe Islands Suite
  1. Leinar
  2. Nólsoy
  3. Hestur
  4. Vágar
  5. Tórshavn
- 2004 Concerto voor slagwerk en orkest

### Werken voor harmonieorkest
- 1984 Loitsunpuhallus (Winding a Spell)
- 1986 Kanen teema (Cane's Theme)
- 1986 Theme and Variations voor koperensembel (hoorn, 5 trompetten, 4 trombones, tuba)
- 1988 Alla marcia
- 1988 Viva! voor koperorkest (4 hoorns, 4 trompetten, 4 trombones, 2 tubas, timpani, percussie)
- 1991 Mia's Rhythm
- 1995 Kälviä voor harmonieorkest
- 2000 Kuopio
- 2001 Prelude and Toccata voor eufonium en harmonieorkest
- 2002 Päivän kaari nro 2 voor recitator en harmonieorkest

### Cantates en geestelijke muziek
- 1983 My Yearning is Longer than the Wind cantate voor meisjeskoor en orkest (fluit, gitaar, sopraan, strijkers) – tekst: Åke Grandell
- 1984 Progress of day cantate voor een akademische ceremonie voor gemengd koor en strijkorkest
- 1989 Light winds cantate voor kinderkoor en instrumentaal ensemble (fluit, piano, gitaren, strijkers) – tekst: Kerstin Tuomolin en Erkki Tabermann
- 1996 Christmas music cantate voor bariton, orgel, fluit en gemengd koor – tekst: gebaseerd op Zweedse hymnen uit 1928
- 2000 Exultemus voor solo tenor (speelt ook cello en percussie), piano, strijkers (violen 1-2, altviolen, celli) – tekst: uit Palestrina's motet Dies Sanctificatus (Latijn)

### Toneelmuziek

#### Opera's
| Voltooid in | titel                                                                               | aktes   | première | libretto                        |
| ----------- | ----------------------------------------------------------------------------------- | ------- | -------- | ------------------------------- |
| 1998        | Ötökkäooppera (Insect Opera) – (Heinäsirkat ja muurahaiset) (Grasshoppers and Ants) | 2 aktes |          | Lauri Mannermaa en Pekka Turkka |

#### Balletten
| Voltooid in | titel                                     | aktes | première | libretto                        | choreografie |
| ----------- | ----------------------------------------- | ----- | -------- | ------------------------------- | ------------ |
| 1987        | Satumaan Päivikki (Päivikki of Fairyland) |       |          | Aili Somersalmi, Maj-Lis Rajala |              |

#### Schouwspel
- 1986 Onnen arvoitus (The Riddle of Happiness) koorenspeel naar een sprookje van Raul Roine voor sopraanblockfluit, 2 slagwerkers, spreker, acteurs en kinderkoor
- 1986 Ruusunen (Sleeping Beauty) theatermuziek – teksten: Liisa Isotalo

### Werken voor koor
- 1976 Songs voor gemengd koor – teksten: Eha Lättemäe
- 1976 Water under Snow is weary voor vrouwenkoor en strijkorkest – tekst: Eha Lättemäe
- 1976 Dream rhyme voor kinderkoor en piano
- 1977 Songs of stern birds voor gemengd koor en piano – tekst: Juha Rosma
- 1979 Kolme laulua V.A. Koskenniemen runoihin (Three Songs to Poems by V.A. Koskenniemi) voor gemengd koor
- 1980 Kaksi laulua sekakuorolle Marianna Kalliolan runoihin (Two Songs to Poems by Marianna Kalliola) voor gemengd koor
- 1982 Kesäisiä eläimiä/Sommarens djur (Summer Animals) voor gemengd koor – tekst: Liisa Wessman
- 1983 Four Songs to Poems by Lauri Pohjanpää voor gemengd koor
- 1984 Suite of traditional nursery rhymes voor mannenkoor
- 1984 How do you know... voor sopranen, alten en baritonen met piano
- 1988 Blowing on Tapio's horn voor kinderkoor en strijkensemble
- 1989 The snow is gladly singing voor gemengd koor – tekst: Eha Lättemäe
- 1992 Philosophy of Travelling voor gemengd koor, spreker en gitaar – tekst: Esa Saarinen
- 1996 Piu pau vijf Finse folksongs voor kinder-, jeugd- of vrouwenkoor
- 1997 Ramus virens voor gemengd koor

### Vocale muziek met orkest of instrumenten
- 1981 Prinsessa joka nukkui sata vuotta (The Princess Who Slept a Hundred Years) voor sopraan, trompet en strijkers
- 1981 Songs for the Brotherhood of Grass and Water voor sopraan en piano
- 1987 Adagio from the ballet "Satumaan Päivikki" voor sopraan en orkest
- 1995 The Adventure of Ageing voor mezzosopraan en piano
- 2003 Finlandia voor alt, bandoneon en gitaar
  1. Lapones
  2. Ritmos
  3. Tango
  4. Verano
- Vanhenemisen Seikkailu voor sopraan en piano

### Kamermuziek
- 1976 Three Pieces voor twee fluiten en gitaar
- 1976 Duo voor fluit en gitaar
- 1978 Keinuu (Swinging) voor cello, contrabas en piano
- 1978 Tuokiollinen musiikkia sello-orkesterille (A Moment of Music for Cello Orchestra) voor acht celli
- 1978 Yötä kohti (Towards the Night) voor fluit en gitaar
- 1978 Sonata voor viool en piano
- 1979 Sadetta ja punaviiniä (Rain and Red Wine) voor viool en piano
- 1979 Pan ja Pitys-nymfi (Pan and the Nymph Pitys) voor fluit en gitaar
- 1979 Suite voor altblokfluit en gitaar
- 1979 Sonata No. 2 voor cello en piano
- 1979-1994 Violin Pieces from over the Years
- 1980 Syksyn sävyinen fantasia (Autumnal Fantasy) voor cello en piano
- 1981 Trio No. 1 voor viool, cello en piano
- 1981 Trio voor accordeon, fluit en gitaar
- 1984 Trio breve voor viool, hoorn en piano
- 1984 Kisasoitto (Games tune) voor hoorn en piano
- 1984 Sonatina voor altblokfluit en gitaar
- 1985 Piano Quartet voor viool, altviool, cello en piano
  1. Appassionato
  2. Nostalgico
  3. Rassegnato
  4. Burlesco
- 1985 Es sangen drei Engel voor hobo en orgel
- 1988 Dialogos 25 kamermuziekstukken voor fluit en piano
- 1988 Mini voor strijkkwartet
- 1988 Sonata voor hoorn en piano
- 1989 Capriccio voor blazersnonet (hobo, hobo/althobo, 2 klarinetten, 2 fagotten, contrafagot, 2 hoorns)
  1. Allegro molto
  2. Andantino
  3. Andante Allegro
- 1990 Johann Mattheson's Tone-feet voor koperkwintet
  1. Dactylus
  2. Anapaestus
  3. Antispastus
  4. Molossus
  5. Trochaeus
- 1990 Lombardian Rhythm, Minuet, March voor hobo en piano
- 1990 French Overture voor koperkwintet
- 1991 Eine kleine Figurenlehre voor blazerskwintet en piano
  1. Figura suspirans
  2. Passus duriusculus
  3. Noema
  4. Circolo
  5. Superjectio
  6. Groppo
- 1991 Sonata voor trompet en piano
- 1991 Mirabella's Cello Album voor cello en piano
- 1991 The Gipsy Waltz variations voor koperseptet
- 1992 Five Trombone Pieces for Minna Kajander voor trombone en piano
- 1992 Trio "Small forms" voor sopraansaxofoon, hobo en klarinet
- 1992-1993 Rhetorical Suite for Eight Violas voor acht altviolen
- 1993 Tapio Jalas in memoriam voor fluit en piano
- 1993 Five Horn Pieces for Jenni Kuronen voor hoorn en piano
- 1994 Music for Arkady voor hoorn solo, cornet, hoorn (corno da caccia), eufonium, tuba, piano and elektronica ("gatget")
- 1994 Sonatina voor corno da caccia en piano
- 1994 Lieksa fanfare voor 3 gelijke koperinstrumenten (trompetten, cornetten, hoorns etc.)
- 1994-1995 Fifteen Intonations voor hoorn en piano
- 1995 Sonata voor tuba en piano
- 1995 Five Clarinet Pieces for Annika Mesimäki voor klarinet en piano
  1. Tremolando
  2. Duodecima
  3. Staccato
  4. Notturno
  5. Burlesco
- 1996 Eine kleine Sonnenmusik (A little sun music) voor vier celli
- 1996 Brahmsianas Brasileiras No. 1 voor zes celli
- 1997 Keskeneräinen sarja nokkahuilulle ja kanteleelle "Maantieteellinen" (The Geographical) suite voor blokfluit en kantele (unvoltooid)
- 1997 Variaatiosarja pasuunakvartetille (Variation Suite for Trombone Quartet) voor trombonekwartet
- 1998 Summer Variations voor altviool en piano
- 1998 Hymni kamarimusiikille (Hymn to Chamber Music) voor strijkkwartet
- 2000 Höst på Finns (Syksyä Finnsissä; Autumn in Finns) voor viool, altviool en piano
- 2002 Serenade voor klarinet en strijkkwartet

### Werken voor orgel
- 1977 Musiikkia uruille (Music for organ)
- 1986 Credo

### Werken voor piano
- 1977 Three Preludes voor piano
- 1978 Prelude No. 4
- 1978 Sonatina
- 1980 Intermezzo No. 1
- 1981 Intermezzo No. 2
- 1986 Matti ja Maija (Matti and Maija) voor piano vierhandig
- 1988 Prelude and Pavane voor piano vierhandig
- 1990 Prelude No. 5
- 1990 Prelude No. 6
- 1995 Five Piano Etudes for Tiina Karakorpi
- 2004 Wiepersdorfer Variationen
- Elephant March voor drie piano's
- Five easy pieces voor piano
- Little Molly voor drie piano's
- Little Train voor drie piano's
- Piano Pieces from over the years
- Prokofjev in the Sunshine voor drie piano's
- Zagreb Star voor drie piano's

### Werken voor accordeon
- 1980 Duo for accordions voor twee accordeons
- 1982 Je chante la beauté de la solitude voor accordeon solo
- 1986 Sonaatti (Sonate) voor accordeon solo
- 1990-1996 Album for Marjut Tynkkynen's Accordion Class, and others as well
- Vihko Marjut Tynkkysen voor accordeonorkest

### Werken voor gitaar
- 1978 Two Movements voor gitaarkwartet
- 1979 Neljä episodia kitaralle (Four Episodes for Guitar)
- 1981 Three Preludes voor gitaar
- 1989 Suite voor twee gitaren 
  1. Prelude
  2. No Minuet
  3. Air
  4. Tango
  5. Gigue
- 1991 Sonate Classique voor gitaar solo
- 1994 Magic Harp voor gitaarorkest (min. 24 gitaren)

## Publicaties
- Harri Wessman: Norsunluutornin purkustrategioita (Die Entwicklung von Strategien, den Elfenbeinturm abzutragen), Kompositio. 2001.

- Bibliothèque nationale de France: cb13961133v (data)
- Gemeinsame Normdatei: 134905202
- International Standard Name Identifier: 0000 0003 7490 5737
- Library of Congress Control Number: n87114484
- MusicBrainz: f99c50bc-b347-425f-a826-8d17dd4513b9
- Nationale Bibliotheek van Israël: 987007345865005171
- Nationale Bibliotheek van Polen: a0000003537826
- Virtual International Authority File: 231014363
- WorldCat: E39PBJwhBX3pvMcYxbvrTrpwYP